# 泉芳璟
泉 芳璟（いずみ ほうけい、1884年2月23日 - 1947年12月28日）は、浄土真宗の僧、仏教学・サンスクリット学者。
三重県津市安濃町安部の円称寺（真宗大谷派）に生まれる。1907年真宗大学卒。1918-19年インド、ヨーロッパに学ぶ。真宗大学教授、大谷大学教授、同図書館長。真宗大谷派学僧。

## 著書
- 『力と命』仏教学会 布教叢書 1917
- 『佛教地獄極楽論』法藏館 1918
- 『印度愛経文献考』文芸資料研究会 変態文献叢書 1928
- 『印度旅日記』発藻堂書院 (発売)　1928
- 『印度漫談』人文書院 1931
- 『佛教文学史 (上・下)』 佛教年鑑社 1933-1934
- 『梵文無量寿経の研究』顕真学苑出版部 1939
- 『佛教文学の鑑賞 佛教経典を中心として』青年佛教叢書 三省堂 1940
- 『地獄と極楽 来世思想の考察』法藏館 1941
- 『入門サンスクリット』三笠書房 現代語学叢書 1944

### 翻訳
- 『新訳法華経 梵漢対照』南条文雄共訳 真宗大谷大学尋源会出版部 1913
- 『般若理趣経 梵蔵漢対照』栂尾祥雲共編 智山勧学院 1917
- 『印度古典 カーマスートラ(性愛の學)』訳 印度学会 1923
- 『カーリダーサの歌へる印度の自然』訳 印度学会 1924
- 『ラティラハスヤ(性愛秘義)』訳 印度文学研究会 1926
- 『二十五鬼物語 世界奇書異聞類聚』国際文献刊行会 1927
- 『梵文入楞伽経 邦訳』南条文雄共訳 南条先生古稀記念祝賀会 1927
- 『新訳金光明経 梵漢対照』大雄閣 1933
- 『國譯一切経 印度撰述部 經集部』田島德音共譯 大東出版社
- 『月の王子・ナラ王物語』北宋社 1990（マハーバーラタ・カター・サリット・サーガラ）
- ソーマデーヴァ『呪術の王国 憑鬼25話』北宋社 1991

## 注
1. ↑  『人物物故大年表』
2. ↑  『月の王子・ナラ王物語』訳者紹介